# Concepcionistes Missioneres de l'Ensenyament
|  | No s'ha de confondre amb Concepcionistes O.I.C.. |

La Congregació de les Religioses Concepcionistes Missioneres de l'Ensenyament són una congregació religiosa de dret pontifici, fundada a Burgos el 1892 per Carme Sallés. Es dedica a l'ensenyament de nens i nenes. Les germanes que en formen part posposen al seu nom les sigles R.C.M.

## Història
Carme Sallés (1848-1911), religiosa de les Dominiques de l'Anunciata, va copsar la importància de l'educació de la joventut, especialment de les noies, per evitar que tinguessin una mala vida i aconseguir que les futures mares, ja educades, sabessin formar cristianament els seus fills. Volia que la dona tingués més educació i se li facilités l'accés a la cultura, anant més enllà de l'educació habitual llavors (les primeres lletres, costura i tasques domèstiques). Ensenyava al col·legi de la seva congregació, però davant de problemes d'acceptació de les seves idees (va ésser acusada de voler omplir de vanitat el cap de les noies), va marxar-ne en 1891. Amb tres companyes -Candela Boleda, Remei Pujol i Emília Horta- va pensar de fundar una nova congregació dedicada a l'ensenyament. A Madrid va conèixer Celestino Pazos, sacerdot de Zamora, que l'aconsellà i les envià a Burgos, on el bisbe era amic de Pazos.
Amb les seves companyes, va marxar a Burgos, on arribà el 15 d'octubre de 1892. El 7 de desembre de 1892 va fundar, a Burgos, la Congregació de Religioses Concepcionistes de Sant Domènec amb un col·legi de nens del carrer de Santander 12. Va donar-ne l'autorització diocesana el bisbe Manuel Gómez Salazar; eren llavors cinc religioses. El 16 d'abril de 1893 la diòcesi aprova les constitucions de la congregació i Carme Sallés n'és nomenada superiora.
Des del començament, va creure en la preparació prèvia de les mestres: en moments en què no calia un títol de mestre per a ensenyar en col·legis privats, Sallés va fer que les germanes estudiessin Magisteri i n'obtinguessin el títol, com també el títol de piano (l'educació musical era igualment important) i que sabessin francès. Les nenes havien d'ésser educades de manera integral, tant en les seves habilitats intel·lecuals com emocionals.
El 29 de febrer de 1908, Carme Sallés va sol·licitar l'aprovació de l'institut a la Santa Seu, que va rebre el 19 de setembre, de mans de Pius X. En 1909, va adoptar la Regla de Sant Agustí i la congregació va ésser admesa entre les congregacions del tercer orde augustinià.
De mica en mica es funden col·legis, anomenats Cases de Maria Immaculada a: Segovia, El Escorial, Madrid, Pozoblanco, Almadén, Valdepeñas, Manzanares, Santa Cruz de Mudela, Barajas de Melo, Arroyo del Puerco, Santa Cruz de la Zarza, i Murchante (Navarra), fins a tretze cases abans de morir la fundadora, en 1911.

### Expansió
A la fundadora va seguir com a superiora Providencia Esquíroz e Íñigo (1911-1919), que va iniciar les fundacions a l'estranger: a Itàlia, que no va arribar a prosperar, i al Brasil (des de 1912, a Machado), on van obrir-se tres cases. Amb Lourdes Alonso Martínez, superiora entre 1919 i 1932, continuà la consolidació i amb Piedad Espinal (1931-1958) s'aprovà definitivament l'institut i les seves constitucions, el 1952 provisionalment i el 1954 de manera definitiva. Signades per Pius XII, canviava el nom de la congregació al de Concepcionistes Missioneres de l'Ensenyament.
A partir de 1954 continuaren les fundacions en nous estats: Japó (1954), Veneçuela (1957), Estats Units (1962), Itàlia (1968), República Democràtica del Congo (1971), República Dominicana (1972), Guinea Equatorial (1981), Corea (1984), Filipines (1985), Mèxic (1996), Camerun (2001), Índia (2004) i Congo Brazzaville (2008). En abril 2012 les Concepcionistes han fundat una nova casa a Indonesia, i setembre 2013 van arribar a Haïti.

## Activitats
A més de l'activitat educativa en col·legis, les concepcionistes mantenen residències de pelegrins, llars d'acollida per a nenes i menors desprotegides, com el Lar de Mococa (Brasil) i llars de'acollida de nens pobres fins a sis anys (creches, també al Brasil).
També fan apostolat, especialment en zones pobres: col·laboració amb les parròquies, catequesi, pastoral de joves, visita a famílies pobres, etc.
En acabar 2006, la congregació tenia 519 religioses a 66 cases.